# Balbagathis talamanca
Balbagathis talamanca és una espècie d'insecte dípter pertanyent a la família dels psicòdids.

## Descripció
- El mascle fa entre 0,95-1,40 mm de llargària a les antenes (1,20 en el cas de la femella), mentre que les ales li mesuren 1,30-2,15 de longitud (1,95-2,25 la femella) i 0,48-0,75 d'amplada (0,70-0,78 la femella).
- Els lòbuls apicals de la placa subgenital de la femella són moderadament amples.[5]

## Distribució geogràfica
Es troba a Centreamèrica: Nicaragua i Costa Rica.